# Една Крабапел
Една Крабапел је измишљени лик у анимираној ТВ серији Симпсонови, а глас јој је позајмљивала Марсија Волас. Била је учитељица у спрингфилдској основној школи која предаје Барту Симпсону. Током серије дуго је била у вези са директором школе Симором Скинером, а касније је постала супруга Неда Фландерса. Пошто је њена гласовна глумица, Волас, преминула, у њену част, Една је такође преминула у серији. Њено последње појављивање у гласовној улози је било у 25. сезони.